# Erika Jurinová
Erika Jurinová (ur. 31 sierpnia 1971 w Trzcianie) – słowacka nauczycielka i polityk, posłanka do Rady Narodowej.

## Życiorys
W latach 1989–1994 studiowała w szkole wyższej VŠST w Libercu, gdzie zdobyła również wykształcenie pedagogiczne. Pracowała jako nauczycielka przedmiotów technicznych (1994–1995, 2002–2003). Od 2003 zatrudniona w spółce „regionPRESS” jako kierownik redakcji. Dołączyła do ruchu obywatelskiego Zwyczajni Ludzie, z ramienia którego w 2010 uzyskała mandat posłanki do Rady Narodowej (kandydowała z listy ugrupowania Wolność i Solidarność). W 2012 i 2016 była wybierana na kolejne kadencje. W 2017 została natomiast wybrana na przewodniczącego kraju żylińskiego (reelekcja w 2022). W 2023 po raz kolejny uzyskała mandat deputowanej do Rady Narodowej (rezygnując z jego objęcia).